# Jenő Rátz
Jenő Rátz, född 20 september 1882 i Nagybecskerek, död 21 januari 1952 i Budapest, var en ungersk militär och politiker (NEP). Han var Ungerns försvarsminister från den 14 maj till den 15 november 1938 under premiärminister Béla Imrédy. Efter Tysklands ockupation av Ungern i mars 1944 var Rátz vice premiärminister i Döme Sztójays ministär från den 22 mars till den 29 augusti 1944. Under Rátz tid som vice premiärminister deporterades omkring 440 000 ungerska judar till tyska förintelseläger, i huvudsak Auschwitz-Birkenau.
Efter andra världskriget ställdes Rátz tillsammans med Döme Sztójay, Lajos Szász, Antal Kunder och Lajos Reményi-Schneller i mars 1946 inför rätta för krigsförbrytelser och högförräderi. Rátz dömdes till döden genom arkebusering, men straffet omvandlades emellertid till livstids fängelse. 